# Kỳ tích Đài Loan

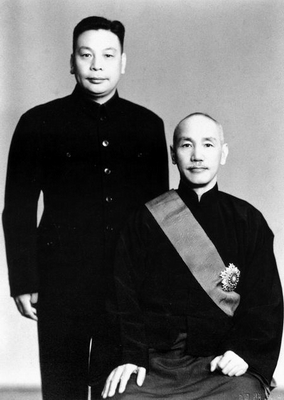
Hai cha con Tưởng Giới Thạch và Tưởng Kinh Quốc - tác giả của cái gọi là "Kỳ tích kinh tế Đài Loan"

Kỳ tích Đài Loan (tiếng Trung: 台灣奇蹟 hoặc 臺灣奇蹟; bính âm: Táiwān Qíjì) hay còn gọi là Kỳ tích kinh tế Đài Loan hoặc Thần kỳ Đài Loan ý chỉ quá trình công nghiệp hóa và tăng trưởng kinh tế nhanh chóng của Đài Loan trong giai đoạn nửa cuối thế kỷ 20. Vì quốc gia này phát triển cùng lúc với Singapore, Hàn Quốc và Hồng Kông nên Đài Loan còn được biết đến là một trong "Bốn con hổ châu Á".

## Bối cảnh
Sau thời kỳ siêu lạm phát vào cuối thập niên 1940 khi chế độ quân phiệt Quốc Dân Đảng của Trần Nghi cho in đồng Tân Đài tệ chống lại đồng Yên Đài Loan của Nhật Bản trước đó, rõ ràng đồng tiền mới và ổn định là rất cần thiết. Khi chính phủ Quốc Dân Đảng rút lui về Đài Loan sau khi để mất Trung Quốc đại lục trong cuộc nội chiến Quốc-Cộng, họ đã mang một phần tiền kim loại và dự trữ ngoại tệ trước đó ở đại lục đem sang hòn đảo. Mặc dù Trung Quốc bị chiến tranh tàn phá nên chỉ nắm giữ một lượng dự trữ rất nhỏ khoảng chừng 170 triệu USD tất cả, nhưng nó đủ giúp thiết lập dự trữ tiền tệ bản vị vàng ở Đài Loan, nói cách khác nó làm ổn định hóa giá cả và giảm bớt siêu lạm phát.